# Acordulecera alboclypeata
Acordulecera alboclypeata – gatunek błonkówki z rodziny Pergidae.

## Taksonomia
Gatunek ten został opisany w 1919 roku przez Günthera Enderleina. Holotyp (samica) został odłowiony w brazylijskim stanie Santa Catarina. Holotyp prawdopodobnie zaginął, wg autora opisu gatunku znajdował się on w Stettiner Zoologisches Museum w Szczecinie. 

## Zasięg występowania
Brazylia, znany jedynie ze stanu Santa Catarina w płd. części kraju.